# Barissa
Barissa (tiếng Ả Rập: باريسا) là một ngôi làng Syria nằm ở Abu al-Duhur Nahiyah ở huyện Idlib, Idlib. Theo Cục Thống kê Trung ương Syria (CBS), Barissa có dân số 714 trong cuộc điều tra dân số năm 2004.